# Andante
Andante is een van oorsprong Italiaanse muziekterm die aangeeft in welk tempo een muziekstuk gespeeld moet worden. Letterlijk betekent het rustig gaand. In de loop van de eeuwen is de uitvoeringspraktijk zodanig veranderd, dat ook de betekenis van andante mee is veranderd. Voordat de metronoom werd gebruikt, stond andante qua snelheid gelijk aan de gewone wandelpas. Toen men ook metronoomgetallen ging gebruiken, werd andante gekoppeld aan een snelheid van 69 tot 84, dus 69 tot 84 tellen per minuut. Andante behoort daarmee tot de matig langzame tempi.
Een voorbeeld van een muziekstuk in andante is het tweede deel van Symphonie no. 1 van Wolfgang Amadeus Mozart.